# ティム・バートンのコープスブライド
『ティム・バートンのコープスブライド』（Tim Burton's Corpse Bride）は、2005年公開のティム・バートン監督によるロシアの民話を元にしたファンタジーアニメーション映画。1993年公開の『ナイトメアー・ビフォア・クリスマス』同様、ストップモーション・アニメーション撮影で製作された。
アカデミー賞長編アニメーション賞にノミネートし、2005年度ナショナル・ボード・オブ・レビュー賞の長編アニメ賞に輝いた。

## あらすじ
時は19世紀、舞台はヨーロッパのとある小さな村。成金の金持ちだが品格のない魚屋のヴァン・ドート夫妻の息子ヴィクターは、由緒正しい身分ながら破産して一文無しの没落貴族であるエヴァーグロット夫妻の娘ヴィクトリアとの結婚が親同士の政略により着々と進められていた。お互い、逢ったこともない人と結婚することを不安がってはいたが、結婚式の前日、式のリハーサルのために初めて対面した2人は互いにまんざらでもない様子で、次第に両者ともに結婚に前向きになっていく。しかしドジなヴィクターは緊張の余り、リハーサルで失敗を連発。怒った牧師に式の延期を言い渡されてしまう。
切羽詰まった彼は一人、夜の森で結婚式の練習をする。すると、すらすらと結婚の誓いの台詞が言えてしまった。調子に乗ったヴィクターはその辺に突き出ていた枝を花嫁ビクトリアの指に見たて、指輪をそこへはめる。しかしその行動が一大事を引き起こす。枝だと思っていたのは“コープス・ブライド”の指だったのだ。婚姻の誓いを受けたと勘違いしたコープス・ブライド―エミリーはビクターを花婿と信じこみ、彼を地中にある“死者の世界”に連れ去ってしまう。
死者の世界は陰鬱とした空気に満ちた地上世界と大違いであった。24時間営業のパブ、地上世界のしがらみから解き放たれにぎやかに歌うガイコツたち、カラフルな色彩の建物。常識はずれのパワフルなエネルギーに満ちた死者の世界に、ヴィクターは次第に魅せられていく。その一方で、結婚詐欺によって殺されたエミリーの境遇に同情しつつなんとか地上に戻ろうと画策するが、生きている婚約者がいることを知られエミリーを傷つけてしまう。彼女の怒りをなだめるように弾き始めたピアノをきっかけに、ヴィクターはエミリーと心を通わせ、ただ一途に愛を追い求め続ける彼女の哀しみを深く理解していくようになる。そしてヴィクトリアが他の男と結婚することとなったと知ったのを機に彼女との再会を諦め、自ら死者となってエミリーの愛を受け入れることを決心する。
ヴィクターの故郷の教会で滞りなく式は進み、ついにエミリーの手からヴィクターへ、毒入りワインの盃が手渡された。しかし、エミリーは結婚の夢を奪われた自分が愛する人の夢を奪おうとしていることに気づいて寸前でヴィクターを制止し、駆けつけてきたヴィクトリアを笑顔で迎え入れる。生きた世界の2人の手を優しく重ね合わせ、エミリーは2人の幸せのために仲人として式を続けようとする。
そこへ、ヴィクターとヴィクトリアの式のリハーサルに姿を現し、ヴィクトリアの第2の花婿候補となった素性不明の男バーキスが乱入し、ヴィクトリアを我が物にせんと暴れ始める。エミリーは彼こそが自分を騙し死に追いやった詐欺師であったことを思いだし、彼の手から奪い取った剣を突きつけ出ていけと凄む。バーキスは怯みつつも憎まれ口を叩きつつ、傍にあった毒入りワインをそうと知らぬまま飲んでしまい、たちまちの内に死者と化す。そして彼の所業に怒った死者の国の仲間たちの手により、死者の国へと引きずり込まれてしまった。
全てが終わった後、エミリーはヴィクターに指輪を返し、無数の蝶となって天に召されていくのだった。

## キャラクター

### 主要人物
ヴィクター・ヴァン・ドート
主人公の内気な青年。犬が好きでピアノが上手い。金持ち夫婦の間に生まれるが、日々の生活に息苦しさを感じ、階級違いの結婚に不安を抱いていたが、結婚式のリハーサル直前に対面したヴィクトリアに惹かれ結婚に前向きになる。しかし、肝心のリハーサルで失敗を繰り返してしまい、真夜中の森で式の練習をした際に誤って死体の花嫁エミリーと婚姻関係を結んでしまう。そのまま死者の世界へ連れていかれるが、何とか地上へと戻ろうと画策する。初めは、不幸な境遇に同情はするものの、死体であるエミリーを敬遠していたが、次第に彼女の健気さや一途な心を好ましく思うようになる。
コープスブライド（エミリー）
本作のヒロインである、「死体の花嫁」。数年前に一文無しの恋人との結婚を父親に反対され駆け落ちを計画。決行の夜、母親のウェディングドレスで身を包み、ほんの少しの金と宝石を持って森で待ち合わせていたが、駆け落ちするはずだった恋人に殺害され、金と宝石を奪われてしまった。以後、彼女はウェディングドレス姿のまま死者の世界をさまよい、運命の人が現れるのを待っていた。そこへ現れたヴィクターからプロポーズされたと勘違いし、ヴィクターとの関係を深めようとするも生きている婚約者がいることを知って深く傷つき、生者と死者という壁ゆえに報われぬヴィクターへの想いに苦悩する。
当初は結婚への憧れからヴィクターと結ばれることに躍起になっており強引な面も目立っていたが、本来は心優しい性格であり、自分の結婚願望が生きている人間同士であるヴィクターとヴィクトリアの結婚を壊してしまうことに気づいて身を引き、無数の蝶となって天へ昇って行った。
ヴィクトリア・エヴァーグロット
没落貴族であるエヴァーグロット家の娘で、ヴィクターの本来のフィアンセ。両親が勝手に決めた財産目当ての結婚に少し不安を感じていたが、相手のヴィクターと顔を合わせたその日に彼と心通わせ、彼と同様に心から結ばれたいと望むようになる。物静かでおしとやかな性格で、自分の気持ちとは裏腹に強引に決められた結婚に不満を抱きつつ諦めを覚えていたが、一目ぼれしたヴィクターがエミリーに連れ去られたことで、内に秘めていた芯の強さと行動力を発揮していくようになる。しかし高圧的な両親の態度には逆らえず、音沙汰のないヴィクターとの婚約を一方的に破棄された上、バーキスと結婚させられることになってしまう。

### 地上の世界
ウィリアム・ヴァン・ドート
ヴィクターの父親。魚の行商で財を成した成金であり、とぼけた性格で品格もない。妻のネルはお世辞で相手を持ち上げようとするが、それに対してウィリアムの方は、ちょっとしたケチを付けるような物言いをする。自分の魚店の商売を成功させ、大きな財を築く。妻のネルとともに上流階級への仲間入りを夢見ている。
妻とともに馬車に乗ってヴィクターの捜索に出たが、御者のメイヒューが呼吸器不全で死んでしまったことに気付かず、そのまま何処かに行ってしまう(その後の顛末は不明)。
ネル・ヴァン・ドート
ヴィクターの母親。肥満した体に高価な服や毛皮、帽子に扇子を身につけた成金婦人。夫と共に上流階級への仲間入りを夢見ている。ヴィクターが姿を消した夜、その夢のために必死に彼を捜索する。
捜索中、御者のメイヒューが呼吸器不全で死んでしまったことに気付かず、そのまま夫とともに何処かに行ってしまう(その後の顛末は不明)。
フィニス・エヴァーグロット
ヴィクトリアの父親。没落貴族で路頭に迷うことを恐れ、娘を成金と結婚させようと計画する。いらつきやすい。マスケット銃を用いようとすることが多い。
ヴィクトリアとバーキスの挙式後、闇の中から現れた死者たちに恐れ慄いて逃げ出した。その後の顛末は不明。
モーデリン・エヴァーグロット
ヴィクトリアの母親。夫とは愛し合っていないと断言し、結婚に愛は必要ないと言う。音楽は情熱的過ぎるとしてピアノを弾くことを禁じている。
夫と同様、地上に現れた死者たちに恐れ慄いて逃げ出してしまい、その後の顛末は不明。
メイヒュー
ヴァン・ドート魚店の従業員で馬車の御者。呼吸器が悪いのか、しょっちゅう咳をしており、物語の途中で呼吸器不全で死亡、死者の世界でヴィクターと再会する。
死後は呼吸が楽になったことを喜んでいた。
ヒルデガート
通称“ヒルデ”。エヴァーグロット家に仕えるメイドの老婆。ヴィクトリアの世話役も務める良き理解者。
ヴィクトリアがバーキスとの望まない結婚に絶望している様子を見て、一人泣いていた。
エミール
エヴァーグロット家に仕える執事。エヴァーグロット邸に死者が大勢進入した際、主人たちを見捨てて逃げ出した。
バーキス・ビターン卿
結婚リハーサルにいきなりやってきた謎の男。ヴィクターが行方不明になったことをいいことに、エヴァーグロット夫妻に取り入ってヴィクトリアと結婚しようと目論む。
地上に死者たちが現れてパニックになった際は、テーブルの下に隠れて怯えるという醜態を晒した。
その正体は悪徳結婚詐欺師で、エミリーを騙したあげく死に追いやった張本人。
エヴァーグロット家に資産がない事を知り、ヴィクトリアを人質に逃げ出そうとするも、エミリーら死者たちの助けを借りたヴィクターによって追い詰められる。
最期は負け惜しみと言わんばかりにエミリーに向かって憎まれ口を叩きつつ、そばにあったブドウ酒の杯を(毒とは知らずに)飲み干してしまい、たちまちのうちに死者と化す。
そして彼の所業に怒った死者たちによって、死者の世界へと引き摺り込まれてしまった。
ゴールズウェルズ牧師
非常に頭が固く、意地悪な牧師。ちょっとしたことで怒鳴り、ヴィクターを杖で叩く。
ヴィクターがコープスブライド(エミリー)に攫われたことをヴィクトリアから訴えられても一向に信じず、逆に彼女を屋敷に連れ戻してしまった。
終盤、教会に入り込もうとした大勢の死者達を追い返そうとするも、教会で大声を出すというマナー違反を指摘されて茫然自失、為す術もなく押し入られてしまう。
町の触れ役
ベルを鳴らし、大声で町のニュースを叫んで知らせる。ヴィクターの結婚リハーサルの失敗や、エミリーとの逢引きや姿の晦ましなど、情報を掴むのはかなり早い。

### 死者の世界
一般的に生者が死後に向かう天国や地獄とは異なる世界で、物語の舞台となる街の住人が死後に向かう場所。
無数の棺桶や歪んだ建物が立ち並ぶ不気味な様相とは裏腹に、そこに住む死者たちは地上のしがらみから解き放たれた反動で活力に溢れている。
キャラクターの肌の色や周りの景色などが全体的にくすんでいる地上と対比する形で、全体の色調が鮮やかに描かれている。
マゴット
エミリーの頭蓋骨の中に住み着いている蛆。
時にエミリーの頭の中で冷やかしの言葉をかけたりもするが、ヴィクターとの結婚式の為に新しいドレスに身を包んだエミリーを見て号泣するほどの良き理解者。
蛆は人の頭に住み奇想や妄想をもたらすという海外の伝承がモチーフ。
クロゴケグモ
自称「後家さん（英語名のBlack Widow Spider のwidowにも、後家の意味がある）」。マゴットとはいいコンビで、ヴィクターの本来の婚約者の存在に悩むエミリーを共に励ましたりもした。
ヴィクターとエミリーの結婚式が決まった際は、仲間の蜘蛛とともにヴィクターの服を縫った。
スクラップス
ヴィクターが子供の頃に飼っていた犬（物語冒頭に登場するヴィクターの幼少期の写真で生前の姿が確認できる）。亡くなって久しく、死者の国ですでに白骨化していたが、エミリーによって結婚の贈り物としてヴィクターに返された。死んでいるため、生前は得意技だった“死んだフリ”ができなくなっている。
バーキスがヴィクトリアを人質に取った際、その右足に噛みついて隙を作った。
グートネクト長老
死者の世界の頼れる長で、骸骨の老人。彼の部屋は埃の積もった本で溢れ返っている。定期的に薬を飲むのが習慣になっており、頭蓋骨のてっぺんが割れて開いている。エミリーの結婚に、知恵を貸す形で尽力する。
ヴィクターとエミリーの結婚式の際は、神父役も務めた。
ポール・ヘッド・ウェイター
生首だけの姿をした死者で、曰く「パブの“ウェイター頭”」。新たな死人が死者の世界にやってくるとすぐ急行し、自己紹介する。たくさんのゴキブリに首を持ち上げてもらって移動する。
ミセス・プラム
パブの女将さん。パブの料理やウェディングケーキを作っているが、男に目がない。
常に側にいる旦那らしき料理人は全身に包丁が刺さっており、左目がなく、もう片方の目と鼻はちょっとした衝撃で外れてしまうほど脆い。
ヴィクターとバーキスの決闘の際、ヴィクターにナイフを投げ渡そうとして、誤ってフォークを渡してしまった。
ちび将軍/ドワーフ将軍
大きな サーベルが身体に突き刺さっている小柄な将軍。サーベルの向きはその時々によって変わる。
相方の長身将軍とは日々杯を交わしている。
バーキスが結婚式に乱入した際、胸のサーベルを引き抜かれてしまう。
長身将軍/ウェリントン将軍
腹部に大砲であいた大きな穴がある。ちび将軍の相方。特典映像の中では大砲(キャノンボール)将軍とテロップがあった。
ボーンジャングルズ
パブの人気バンドで、メンバーは全員骸骨。
帽子を被った下あごの大きいメインボーカルは片目の眼球があり、肉のある女に目がないらしい。
他のバンドメンバーは自身の一部を楽器にしつつ、バックダンスと演奏をこなす。
ピアノ担当はサングラスを着用。
アルフレッド
いつもタバコを吸っている骸骨。妻のガートルートはまだ存命で、ヴィクターの結婚式の為に地上に出た際に再会する。
地上の教会に現れたバーキスがエミリーを殺した張本人と知った際は、驚きのあまり顎が外れた(文字通り)。
エセル
貴婦人の姿をした死者。“上の階(地上の世界)”の存在を知らなかった。
夫は存命中で、アルフレッドと同じく地上にて再会する。
スケルトンボーイ & ガール
おもちゃのボートを持って水兵の格好をした骸骨の男の子と、金髪ツインテールでピンクのワンピースを着た骸骨の女の子。スクラップスとも仲良し。
ヴィクターとエミリーの結婚式の際は、エミリーが入場する際のフラワーボーイ・フラワーガールを務めた。
ハーフマン
体が正面から真っ二つに切れている紳士。パブでもお酒を半分しか頼まない。
ヴィクターとバーキスの決闘の際は、使用している武器が違いすぎることに文句を言った。
老人の死者(名称不明)
初老の男性の死者。地上にて存命中の家族と再会し、幼い孫と抱き合った。
これにより、地上世界の住民は死者たちがかつての家族や友人であることに気づく。
エヴァーグロット家の先祖(名称不明)
エヴァーグロット家の祖先。生前の写真が屋敷の額縁に飾られている。
他の死者同様、ヴィクターとエミリーの結婚式の際に地上に現れ、フィニスに酒を求めた。
上記の他にも、様々な死者が数多く登場する。

## キャスト
| 役名                           | 原語版声優                 | 日本語吹替                                                                                  |
| ------------------------------ | -------------------------- | ------------------------------------------------------------------------------------------- |
| ヴィクター・ヴァン・ドート     | ジョニー・デップ           | 木内秀信                                                                                    |
| コープスブライド (エミリー)    | ヘレナ・ボナム＝カーター   | 山像かおり                                                                                  |
| ヴィクトリア・エヴァーグロット | エミリー・ワトソン         | 小林さやか                                                                                  |
| ネル・ヴァン・ドート           | トレイシー・ウルマン       | さとうあい                                                                                  |
| ヒルデガード                   | トレイシー・ウルマン       | 定岡小百合                                                                                  |
| ウィリアム・ヴァン・ドート     | ポール・ホワイトハウス     | 鈴木勝美                                                                                    |
| メイヒュー                     | ポール・ホワイトハウス     | 宮澤正                                                                                      |
| ポール・ヘッド・ウェイター     | ポール・ホワイトハウス     | いずみ尚                                                                                    |
| モーデリン・エヴァーグロット   | ジョアンナ・ラムレイ       | 宮寺智子                                                                                    |
| フィニス・エヴァーグロット     | アルバート・フィニー       | 土師孝也                                                                                    |
| バーキス・ビターン卿           | リチャード・E・グラント    | 山野井仁                                                                                    |
| ゴールズヴェルス牧師           | クリストファー・リー       | 家弓家正                                                                                    |
| グートネクト長老               | マイケル・ガフ             | 西川幾雄                                                                                    |
| クロゴケグモ                   | ジェーン・ホロックス       | まるたまり                                                                                  |
| ミセス・プラム                 | ジェーン・ホロックス       | 磯辺万沙子                                                                                  |
| マゴット                       | エン・ライテル             | チョー                                                                                      |
| 東西屋                         | エン・ライテル             | 大西健晴                                                                                    |
| ちび将軍                       | ディープ・ロイ             | 宮田幸季                                                                                    |
| ボーンジャングルズ             | ダニー・エルフマン         | 南木直樹                                                                                    |
| エミール                       | スティーブン・バランタイン | 岩崎ひろし                                                                                  |
| 厳粛なビレッジボーイ           | リサ・ケイ                 | 本城雄太郎                                                                                  |
| その他                         |                            | 竹口安芸子 柴山秀明 松山鷹志 堀越真己 朝倉栄介 山口登 戎怜菜 駒谷昌男 宇乃音亜季 一木美名子 |
| 歌唱                           |                            | 南木直樹 堀澤麻衣子 小島ともみ                                                              |

## スタッフ
- 監督：ティム・バートン、マイク・ジョンソン
- 製作：ティム・バートン、アリソン・アベイト
- 脚本：ジョン・オーガスト、キャロライン・トンプソン、パメラ・ペトラー
- 製作総指揮：ジェフリー・オーバック
- 撮影：ピート・コザチク
- 美術：アレックス・マクダウェル
- 編集：ジョナサン・ルーカス、クリス・レベンソン、A.E.C
- 音楽：ダニー・エルフマン
- 視覚効果：ムービング・ピクチャー・カンパニー

## 日本語吹き替えスタッフ
- プロデューサー - 尾谷アイコ、小出春美（ワーナー・ホーム・ビデオ）
- 翻訳 - 桜井裕子
- 演出 - 三好慶一郎
- 訳詞・音楽演出 - 亀川浩未
- 録音 - 山本和利
- 音響録音 - 久連石由文
- 制作 - ワーナー・ホーム・ビデオ、東北新社

## 作品解説
本作品は同監督による『チャーリーとチョコレート工場』と同時進行で制作され、主演のジョニー・デップを始め、キャスト・スタッフは一部重複している。ジョニーは本作品が声優初挑戦となった。日本では「パイレーツ・オブ・カリビアン/呪われた海賊たち」が少し遅れてブームになっていたことも合わさり、ジョニー・デップの知名度や人気が一気に上昇した。

## 反響
本作品中に登場する、ボーンジャングルズがコープス・ブライドの生前の境遇を説明する歌において、“(a story) of our own jubiliciously lovely Corpse Bride”という歌詞が存在し、英語には本来存在しない“jubiliciously”という単語の意味をめぐって母語話者の間でも小論議が起こった。“jubilant”と“delicious”を組み合わせた造語であると解釈されるが、製作者側からの公式なコメントは特に無い。

## 受賞・ノミネート
- 第78回アカデミー賞：長編アニメ賞ノミネート
- 第33回アニー賞：作品賞ノミネート
- 第10回サテライト賞：アニメーション・ミックスメディア映画賞・作曲賞ノミネート
- 第11回クリティクス・チョイス・アワード：アニメ映画賞ノミネート
- ナショナル・ボード・オブ・レビュー：最優秀アニメーション映画賞受賞
- 第32回サターンアニメ映画賞受賞